# Väjlasjö
Väjlasjö är en sjö i Kristianstads kommun i Skåne och ingår i Skräbeåns huvudavrinningsområde.